# وزن‌خوانی

نقاشی کاراواجو، استراحت در پرواز به مصر (۱۵۹۴-۹۶)

وزن‌خوانی به خواندن و اجرای یک قطعه‌ی موسیقایی توسط نُت‌های موسیقایی است.

## روان‌شناسی
توانایی وزن‌خوانی با حافظه کوتاه‌مدت مرتبط است.

## آموزش
حدود ۸۶ درصد مدرسان پیانو وزن‌خوانی را جزو مهمترین مهارت‌های نوازندگی می‌دانند.